# منطقه ۶۹ (قطر)
منطقه ۶۹ یک منطقهٔ مسکونی در قطر است که در الضعاین واقع شده‌است. منطقه ۶۹ ۵۱٫۱ کیلومتر مربع مساحت و ۱٬۳۳۸ نفر جمعیت دارد.